# Frédéric Niffle
Frédéric Niffle is een Belgische journalist en uitgever. Hij was van 2008 tot 2017 hoofdredacteur van het stripblad Spirou. Als zestienjarige debuteerde Frédéric Niffle met een fanzine rond strips Synopsis. In 1997 creëerde hij zijn eigen uitgeverij Niffle.

## Spirou
Als hoofdredacteur van Spirou moest Frédéric Niffle terug rust brengen na enkele bewogen jaren. Hij zocht nieuwe auteurs. Lewis Trondheim kreeg een vooraanstaande plaats, met onder andere zijn reeks Ralph Azham. Andere nieuwe auteurs waren Arthur de Pins, Matthieu Bonhomme, Benoît Feroumont, Guillaume Bianco en verschillende auteurs van het gestopte stripblad Tchô!, zoals Nob, Tebo en Ohm.
Frédéric Niffle introduceerde de rubriek La galerie des illustres waarin in de loop der jaren 200 stripauteurs werden geïnterviewd door stripjournalist Jean-Pierre Fuéri en waarin elk op één pagina aan de slag ging met de iconische strippersonages uit Spirou. Frédéric Niffle maakte hiervan ook een bundeling La galerie des illustres, uitgegeven bij Dupuis. Onder de leiding van Frédéric Niffle werd ook de vijfenzeventigste verjaardag van Spirou gevierd, met een speciaal nummer en een Spirou Tour langs tien steden in België, Frankrijk en Zwitserland. In 2017 ging Frédéric Niffle aan de slag bij de albumuitgaven van Dupuis als collectiedirecteur.

## Trivia
Frédéric Niffle treedt op als zichzelf in de strip van Atelier Mastodonte. Hij wordt er neergezet als een stijve hark die streng en gierig is.